# Místní část
Místní část je termín označující část zástavby obce.

## Česko a Československo
Do roku 1964 se jednalo o oficiální termín, definovaný jako skupina domů (popř. jednotlivý dům), oddělená od vlastní osady a mající zvláštní místopisný název nebo zvláštní určení (např. železniční stanice, továrna apod.), ale bez samostatného číslování domů.
V současnosti se jedná o termín, používaný často v katastrálních mapách nebo Geonames (viz též  Oficiální web Přerova, Oficiální web Vyškova, Oficiální web Heřmanova Městce), někdy též nesprávně jako ekvivalent oficiálního termínu část obce, který svojí definicí odpovídá dřívějšímu oficiálnímu termínu „osada“, tedy označuje evidenční část obce se samostatnou řadou čísel popisných. Od zavedení nových termínů základní sídelní jednotka (zkr. ZSJ) a sčítací obvod (zkr. SO) celá řada sídel s dřívějším statusem místní část již žádným oficiálním způsobem evidována není (například Kandie (v Brně) nebo jiná Kandie (v Pečkách), či Kukačka, součást k. ú. Deštné v obci Jakartovice). Zpravidla byly začleněny do odlišně vymezených základních sídelních jednotek. Řada jmen místních částí (a také jednotlivých objektů, spadajících dříve do kategorií samota, hájovna, myslivna, mlýn, dvůr, statek apod.) je evidována v Geonames, uváděna na katastrální mapě (v seznamu místních názvů) a ve státních mapových dílech vhodných měřítek. O názvu místní části rozhoduje obec, na jejímž území se místní část nachází. Většinou jsou užívána jména užívaná v minulosti (a to včetně některých starých německých jmen), u nově vzniklých místních částí je často přebíráno původní pozemkové jméno, některé developerské projekty se snaží prosadit jména anglická nebo poangličtěná.

## Německo
Podle německého práva se mohou obce dále dělit na místní části (Ortsteile), případně městské části (Stadtteile). Podle úpravy v obecních zákonech mohou mít v jednotlivých spolkových zemích místní části své vlastní zastoupení (například rada místní části, zastupitelstvo místní části, správa místní části, místní představení, starosta místní části a podobně). Pojmenování nových místních částí je ve výhradní kompetenci dané obce, která však musí brát v potaz vyjádření dalších orgánů (například archivy, statistické úřady, pošta, zeměměřické úřady a podobně) a zajistit, aby se v rámci obce nevyskytovaly shodné názvy místních částí. Ve větších městech se často městské části spojují do městských okrsků (Stadtbezirke), které zpravidla musí mít vlastní vedení (na rozdíl od městské části, která vlastní vedení mít může).